# Teodoro de Mopsuéstia
Teodoro de Mopsuéstia (ou Teodoro de Antioquia; 350-428) foi um bispo e escritor eclesiástico da cidade de Mopsuéstia, na Cilícia. De acordo com fontes siríacas, Teodoro era primo de Nestório e irmão de Policrômio. Estudou literatura clássica, além de filosofia e retórica na escola do pagão Libânio, tendo então familiarizado com seus amigos João Crisóstomo e Máximo, posteriormente bispo de Selêucia. Renunciando sua vida secular, começou a viver como asceta na escola de Diodoro e Cartério nas proximidades de Antioquia.
Entre 383-386 foi ordenado sacerdote por seu professor e agora bispo Flaviano. Logo interessou-se pelas grandes discussões teológicas de seu tempo, escrevendo e pregando contra origenistas, arianos, eunomianos, apolinaristas, magos, Juliano, o Apóstata, etc. Cerca de 392 abandona Antioquia para ir viver junto com seu antigo professor Diodoro, agora bispo de Tarso; no mesmo ano foi nomeado bispo de Mopsuéstia. Em 394 participou do concílio de Constantinopla. Durante a confusão do concílio em relação a João Crisóstomo, Teodoro manteve-se fiel a ele. Cerca de 421 recebeu hospitaleiramente Juliano de Eclano e outros pelagistas, tendo ele sido influenciado por certas concepções dogmáticas deles. Contudo, posteriormente associou-se com a condenação do pelagianismo em um sínodo da Cilicia. Morreu em 428, ano em que Nestório tornou-se comandante da sé de Constantinopla.

## Obra e doutrina
Teodoro ao longo de sua vida produzia certo número de escritos traduzidos para o siríaco onde fez comentários sobre o Velho Testamento (Gênesis, Salmos, Doze Profetas Menores, Primeiro e Segundo Livro de Reis, Eclesiastes) e Novo Testamento (Mateus, Lucas, João, Atos e todas as Epístolas de Paulo). Além disso criou diversas obras de cunho religioso que trataram dos mais variados assuntos: De sacramentis, De fide, De sacerdocio, De Spiritu Sancto, De Incarnatione, Contra Eunomium, Contra dicentes: peccatum naturae inesse, Contra magicam artem, Ad monachos, De obscura locutione, De perfectione operum, Contra allegoristas, De Assumente et Assumpto, De legislatione, Opus mysticum, Symbolum fidei.
Durante sua vida Teodoro foi considerado como ortodoxo. No entanto, após suas morte com a intensificação das disputas teológicas, pelagianos e nestorianos recorreram a seus escritos o que causou a reação de líderes da Igreja do Oriente como Rábula de Edessa, e Cirilo de Alexandria. O Concílio de Calcedónia declarou que os discípulos de seus ensinamentos, Teodoreto e Ibas de Edessa principalmente, eram ortodoxos o que isentou suas obras de acusações.
Por outro lado, a reação monofisista as resoluções da Calcedônia considerou seus escritos eclesiásticos proibidos, anatematizando-os na conhecida Controvérsia dos Três Capítulos (544) Sob influência da pressão imperial o papa Vigílio (537-555) publicou em Constantinopla um documento no qual 60 proposições retiradas dos textos de Teodoro foram considerados heréticos. No Sínodo de Constantinopla (553) os textos de Teodoro sofreram anátema.